# Fuamnach
Nella mitologia irlandese Fuamnach fu la prima moglie di Midir e una dea della stregoneria. Quando Midir si innamorò di Étaín e la sposò, Fuamnach divenne così gelosa che le fece dei sortilegi, che però non ebbero effetto e non riuscì  a riconquistare Midir.
Compare nell'antico testo irlandese Tochmarc Étaíne ("il corteggiamento di Étaín"), dove è descritta come intelligente, astuta e "esperta nella conoscenza e nel potere dei Túatha Dé Danann", spiegando che suo padre adottivo era stato il mago druido Bresal Etarlám. Si dice che sia della discendenza (clan) di Béothach figlio di Iardanél, che è probabilmente identico a Béothach figlio di Iarbonel, il progenitore del Túatha Dé Danann nel Lebor Gabála Érenn.